# Trần Cảnh Đôn
Trần Cảnh Đôn (21 tháng 4 năm 1959 – 21 tháng 10 năm 2021) là một nam đạo diễn người Việt Nam. Ông được biết qua các tác phẩm Ngọc trong đá, Thạch Sanh - Lý Thông, Cô thủ môn tội nghiệp, Ngôi sao cô đơn, Đoạn cuối Bangkok và Dollars trắng.

## Tiểu sử và sự nghiệp
Trần Cảnh Đôn sinh năm 1959, tại thành phố Phan Thiết, tỉnh Bình Thuận. Sau khi tốt nghiệp trung học phổ thông, ông thi vào trường đại học kế toán nhưng nhận ra công việc này không phải đam mê của mình nên chuyển sang học ngành đạo diễn. Bộ phim đầu tay của Trần Cảnh Đôn thực hiện mang tên "Ngọc trong đá" được dựa theo tiểu thuyết cùng tên của nhà văn Nguyễn Đông Thức, quy tụ các diễn viên: Lý Hùng, Việt Trinh, Lý Thu Thảo. Năm 1991, ông thực hiện bộ phim "Cô thủ môn tội nghiệp" lấy đề tài bóng đá nữ ít xuất hiện trong phim thời bấy giờ. Bộ phim đưa tên tuổi Thanh Mai lúc đó còn là sinh viên múa trở thành diễn viên tiềm năng. Đồng thời, đem lại cho Trần Cảnh Đôn giải thưởng Bông Sen Bạc tại Liên hoan phim Việt Nam. Năm 1992, ông thực hiện bộ phim "Ngôi sao cô đơn" làm nên tên tuổi của ca sĩ Thanh Hoa, Phương Thảo khi cả hai lần đầu diễn xuất với điện ảnh. Bộ phim sau đó gây tiếng vang, mở đầu cho dòng phim thị trường. Nhạc phim "Ngôi sao cô đơn" do nhạc sĩ Thanh Tùng sáng tác cũng trở thành bản hit những năm đầu thập niên 1990 qua giọng ca của Ngọc Bích.
Năm 2005, ông thực hiện bộ phim hình sự "Dollars Trắng" dài 10 tập do hãng phim TFS và Vafaco sản xuất. Phim được chuyển thể từ tiểu thuyết "J 96" của nhà văn Trần Tử Văn, với sự tham gia các diễn viên: Lý Hùng, Huỳnh Anh Tuấn, Trung Dũng, người mẫu Ngọc Thúy, Thanh Đào. Năm 2020, ông trở lại với bộ phim truyền hình "Hoa trong bão". Ngoài việc đạo diễn các bộ phim, Trần Cảnh Đôn còn đạo diễn các MV ca nhạc đặc biệt series "Mưa bụi" vào thập niên 1990. Nhạc sĩ Minh Vy là người khởi xướng series đã mời ông đảm nhận vai trò đồng đạo diễn, biên kịch, sản xuất hàng trăm video Mưa bụi từ năm 1994-1998, trở thành "hiện tượng" âm nhạc một thời. Góp phần đưa tên tuổi của các nghệ sĩ: Đình Văn, Tài Linh, Chế Thanh, Thùy Trang, Kim Tử Long, Hồng Vân.

## Tác phẩm

### Truyền hình
| Năm  | Tên phim               | Ghi chú | Tập | Kênh   | Nguồn |
| ---- | ---------------------- | ------- | --- | ------ | ----- |
| 1997 | Những năm tháng đã qua |         | 5   | HTV7   |       |
| 1998 | Tội phạm               |         | 2   | HTV7   |       |
| 2000 | Cánh cửa cuộc đời      |         | 1   |        |       |
| 2006 | Dollars trắng          |         | 15  | HTV9   |       |
| 2006 | Ván cờ tình yêu        |         | 30  | HTV9   |       |
| 2009 | Sóng gió thương trường |         | 30  | HTV9   |       |
| 2010 | Kính thưa osin         |         | 50  | HTV2   |       |
| 2010 | Định mệnh              |         | 32  | HTV7   |       |
| 2010 | Trái đắng              |         | 33  | HTV7   |       |
| 2010 | Xúc xắc mùa thu        |         | 35  | HTV7   |       |
| 2011 | Gọi nắng               |         | 30  | HTV7   |       |
| 2011 | Hoàng tử ăn mày        |         | 40  | HTV7   |       |
| 2012 | Hoa hướng dương        |         | 32  | HTV7   |       |
| 2012 | Cầu vồng sau mưa       |         | 30  | HTV7   |       |
| 2013 | Về quê                 |         | 32  | HTV7   |       |
| 2014 | Kẻ gây hấn             |         | 30  | HTV7   |       |
| 2014 | Vết sẹo                |         | 30  | HTV7   |       |
| 2015 | Ngoại tình với vợ      |         | 40  | SCTV14 |       |
| 2016 | Lấy chồng sớm làm gì   |         | 40  | HTV7   |       |
| 2018 | Biệt đội tất tần tật   |         | 52  | HTV7   |       |
| 2021 | Hoa Sơn Trà            |         | 39  | SCTV14 |       |

### Điện ảnh
| Năm  | Tên phim              | Ghi chú | Nguồn |
| ---- | --------------------- | ------- | ----- |
| 1990 | Ngọc trong đá         |         |       |
| 1991 | Cô thủ môn tội nghiệp |         |       |
| 1992 | Ngôi sao cô đơn       |         |       |
| 1993 | Vòng vây tội lỗi      |         |       |
| 1994 | Đoạn cuối ở Bangkok   |         |       |

## Giải thưởng
- Giải B phim Truyện video Hội Điện ảnh Việt Nam 1999.
- Giải Bạc phim Truyền hình toàn quốc.
- Giải Bông sen bạc Liên hoan phim Việt Nam.
- Giải Đạo diễn xuất sắc báo Mực tím.
- Giải khán giả yêu thích.

## Gia đình
Trần Cảnh Đôn kết hôn với nữ đạo diễn Kim Loan vào năm 1991. Họ có hai người con trai, người con đầu tên Đôn Nghĩa và người thứ hai tên Đôn Hậu.

## Qua đời
Trần Cảnh Đôn qua đời ngày 21 tháng 10 năm 2021 tại nhà do nhồi máu cơ tim, hưởng thọ 62 tuổi.